# 章綸 (正德進士)
章綸（1482年—？），字□之，錦衣衛匠籍浙江嘉興縣人，明朝政治人物。

## 生平
弘治十七年（1504年）甲子科順天府鄉試第一百□名舉人。正德六年（1511年）中式辛未科會試第九十名，登第三甲第二百零二名進士。嘉靖元年（1522年）任山东潍县知县，擢任監察御史，巡按宣大。嘉靖時為山西按察司僉事。

## 家族
曾祖章□；祖父章濬；父章□，母□氏；繼母□氏；繼母陳氏。